# Aalborg Portland Park
Der Aalborg Portland Park (ursprünglich: Aalborg Parken) ist ein Fußballstadion in der dänischen Stadt Aalborg. Es ist die Heimspielstätte des Fußballvereins Aalborg BK und bietet 13.800 Plätze. Zu internationalen Spielen stehen 10.500 Plätze zur Verfügung.

## Geschichte
Das Stadion wurde 1920 eingeweiht und 1927 mit einer Sitzplatztribüne mit 3.000 Plätzen erweitert. Im Juni 1960 zerstörte ein Brand den Zuschauerrang. Die neugebaute Anlage wurde 1962 mit einem Freundschaftsspiel vor 14.000 Besuchern unter Flutlicht eröffnet. Im Winter 1994/95 wurden die Hintertortribünen umgebaut und erweitert. Der Stehplatzrang im Norden erhielt Sitzplätze. Anfang der 2000er Jahre wurde die Spielstätte des Aalborg BK renoviert. Die Nordtribüne wurde doppelstöckig und weitere Arbeiten fanden an den anderen Rängen statt. Im Frühjahr 2002 konnte die Eröffnung der Anlage gefeiert werden. Die Flutlichtanlage bietet heute 1.400 Lux Beleuchtungsstärke.
Das dänische Energieversorgungsunternehmen Energi Nord hatte vom Herbst 2007 bis zum 20. November 2011 den Namen des Stadions erworben. Die Einnahmen pro Saison betrugen hierdurch 100.000 €. Im März 2012 erhielt das Stadion einen neuen Sponsornamen. Seit dem Ligaspiel gegen Sønderjysk Elitesport am 24. März 2012 trug die Spielstätte den Namen Nordjyske Arena nach der Nordjyske Mediengruppe. Der Vertrag hatte eine Laufzeit bis zum 31. Dezember 2014. Im März 2017 wurde das Zement produzierende Unternehmen Aalborg Portland Namensgeber der Anlage. Der Vertrag galt zunächst bis in das Jahr 2020.
1991 gewann die deutsche Fußballnationalmannschaft der Frauen bei der Fußball-Europameisterschaft im Stadion von Aalborg ihren zweiten Europameistertitel durch ein 3:1 n. V. gegen die Norwegerinnen. Neben den drei Stadien in Aarhus, Herning und Viborg war die Arena in Aalborg Spielstätte der U-21-Fußball-Europameisterschaft 2011.

## Tribünen
- Kapazität national: 13.800[1]
- Kapazität international: 10.500
- Spar Nord Tribunen: 4.000 Stehplätze
- Weber Tribunen – Oberrang: 1.407 Sitzplätze
- Weber Tribunen – Unterrang: 3.556 Sitzplätze
- A. Enggaard Tribunen: 2.652 Sitzplätze
- 3F Tribunen: 1.500 Plätze auf der Familientribüne, davon sind 1.020 nichtnummerierte Sitzplätze und 480 weitere Sitzplätze sowie 1.000 Stehplätze im Gästefanblock

## Galerie

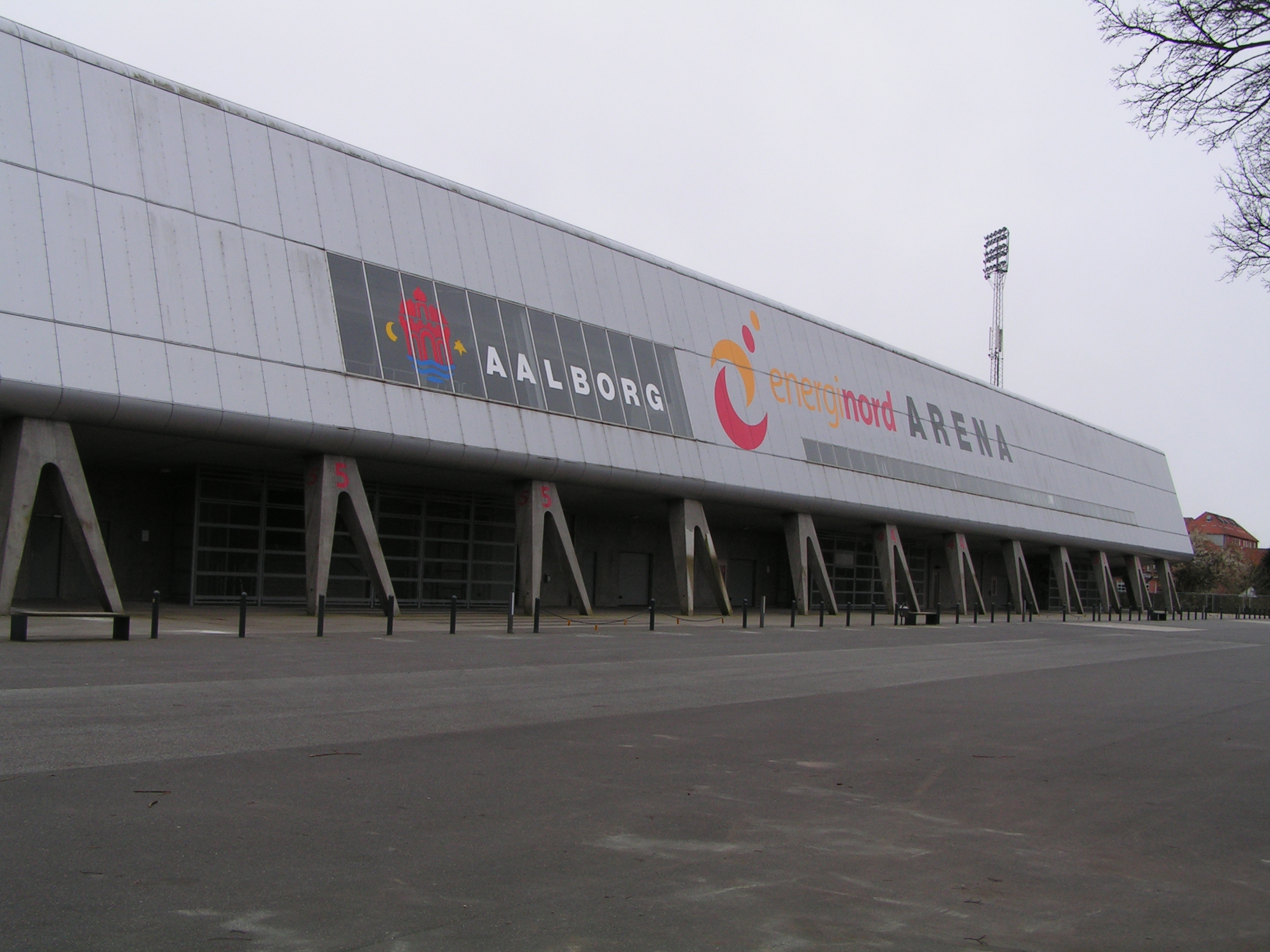
Der Aalborg Portland Park mit altem Namen (März 2008)